# Oakville (Washington)
Oakville es una ciudad ubicada en el condado de Grays Harbor en el estado estadounidense de Washington. En el año 2000 tenía una población de 675 habitantes y una densidad poblacional de 543,3 personas por km².

## Geografía
Oakville se encuentra ubicada en las coordenadas 46°50′22″N 123°14′1″O / 46.83944, -123.23361.

## Demografía
Según la Oficina del Censo en 2000 los ingresos medios por hogar en la localidad eran de $30.357, y los ingresos medios por familia eran $32.500. Los hombres tenían unos ingresos medios de $32.431 frente a los $23.214 para las mujeres. La renta per cápita para la localidad era de $13.428. Alrededor del 18,6% de la población estaban por debajo del umbral de pobreza.

## Lluvia de bultos de Oakville
El 7 de agosto de 1994, una residente informó de que por la noche había llovido una sustancia translúcida y gelatinosa; expresó su preocupación por que pudiera haberles provocado enfermedades a ella y a su madre, y especuló con la posibilidad de que hubiera sido la causa de la muerte de su gato. Cuando la sustancia, conocida coloquialmente como «gotas» o «bultos de Oakville» (Oakville blobs), volvió a aparecer, se recogieron muestras que fueron analizadas por un médico local, quien en un principio afirmó que la sustancia contenía células sanguíneas humanas. Pruebas posteriores realizadas por el Departamento de Ecología refutaron estos resultados, ya que las pruebas mostraron que no había núcleos presentes. Los residentes dieron varias teorías, entre ellas que la sustancia podría haber sido desechos del inodoro de un avión comercial o que podrían haber sido partículas de medusas fallecidas que se habían evaporado y se habían incorporado a una nube de lluvia. También se descubrió que las manchas contenían dos especies de bacterias. No quedan muestras de pruebas de las manchas.
El incidente recibió cobertura en varios medios de comunicación, entre ellos The New York Times, y se han dedicado episodios y programas en series de televisión como Unsolved Mysteries.